# Виндюков, Павел Алексеевич
Павел Алексеевич Виндюков (24.01.1924 — 03.10.2003) — термист Первого Государственного подшипникового завода Министерства автомобильной промышленности СССР (Москва), Герой Социалистического Труда (08.06.1982).

## Биография
Родился 24.01.1924 в Москве.
С июля 1941 по 18.07.1956 на службе в Советской Армии. С июля 1941 по январь 1942 года пулемётчик 61-го стрелкового полка 21-й стрелковой дивизии 33-й армии (Западный фронт). Виндюков был в то время несовершеннолетним, и поэтому, когда в 1978 году в СССР официально установили статус «Участник Великой Отечественной войны», ему пришлось делать запрос в Архив Министерства обороны.
После увольнения в запас (в звании старшего лейтенанта) работал термистом Первого Государственного подшипникового завода (Москва).
Систематически перевыполнял производственные планы по термообработке, закалке и правке подшипников. Был наставником молодёжи и общественником. В 1988—1991 гг. заместитель председателя совета трудового коллектива.
Указом Президиума Верховного Совета СССР от 08.06.1982 присвоено звание Героя Социалистического Труда с вручением ордена Ленина и золотой медали «Серп и Молот».
Награждён орденом Отечественной войны I степени (20.10.1987).